# Биссенек, Николай Яковлевич
Николай Яковлевич Биссенек (1906, Екабпилсский район, ныне Латвия — 10 июня 1981, Рига) — латвийский советский государственный и коммунистический деятель, 1-й секретарь Рижского городского комитета КП(б) Латвии, секретарь ЦК КП Латвии.

## Биография
Родился в семье рабочего. С 1920 года батрачил у зажиточных крестьян, работал ремонтным рабочим на железной дороге.
В 1924—1930 годах — на комсомольской и партийной работе в районах Дальневосточного края РСФСР.
Член ВКП(б) с 1927 года.
С 1932 года — на партийной работе в Туркменской ССР, работал в аппарате ЦК КП(б) Туркмении. В 1944—1947 годах — заведующий сектором совхозов отдела животноводства ЦК КП(б) Туркмении. В 1947 году переведен в Латвийскую ССР.
В 1947—1949 годах — 1-й секретарь Резекненского уездного комитета КП(б) Латвии.
В 1949—1951 годах — заведующий отделом партийных, профсоюзных и комсомольских органов ЦК КП(б) Латвии.
В 1951 году — мае 1952 года — 1-й секретарь Рижского городского комитета КП(б) Латвии.
В мае 1952 — июне 1953 года — 1-й секретарь Даугавпилсского областного комитета КП Латвии.
В июне 1953 г. — 1954 г. — заведующий отделом партийных, профсоюзных и комсомольских органов ЦК КП Латвии.
С 1954 г. по 27 января 1960 года — секретарь ЦК КП Латвии.
С 1956 по 1957 год — слушатель курсов переподготовки при ЦК КПСС.
В 1960—1962 годах — начальник Главного управления по делам колхозного строительства при Совете министров Латвийской ССР.
С 1962 года — персональный пенсионер союзного значения в городе Риге. Продолжал трудовую деятельность в Латвнаучснабе и Институте химии древесины Академии наук Латвийской ССР.
Умер 10 июня 1981 года после продолжительной болезни в Риге.
Делегат XIX съезда КПСС.

## Награды
- орден Ленина
- орден Трудового Красного Знамени
- орден «Знак Почёта»
- медали